# Vera Kerstens

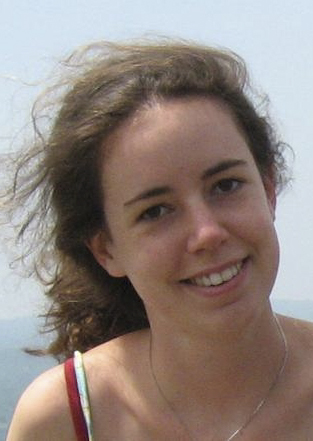
Vera Kerstens

Vera Kerstens (1987) is een Nederlands pianiste.

## Biografie
Van haar achtste tot haar elfde jaar studeerde Kerstens bij Ton Hartsuiker. Direct hierop volgend (in 1998) werd ze toegelaten tot het Conservatorium van Amsterdam, waar ze tot 2008 bij Mila Baslawskaja studeerde. Daarna studeerde ze bij Homero Francesch in Zürich, Zwitserland, en ze rondde haar studie daar af.
Op twaalfjarige leeftijd won Kerstens de eerste prijs op het nationale Prinses Christina Concours in Den Haag. Hiernaast heeft ze ook de Young Pianist Foundation (YPF) prijs gekregen.
Kerstens heeft een CD opname gemaakt van Glinka’s “Variations on the Song 'Nightingale' by Alyabyev”, geproduceerd door de Young Pianist Foundation.

## Activiteiten

### Concertleven
Kerstens heeft op de belangrijkste podia van Nederland opgetreden - De Doelen (Rotterdam),  Het Concertgebouw (Amsterdam), Nieuwe Kerk (Den Haag), Stadsschouwburg (Amsterdam), Oude Slot (Heemstede), het Delft Chamber Music Festival en dergelijke.
Naast vele concerten in Nederland, heeft Kerstens vaak in het buitenland opgetreden. Ze
heeft namens de Jong Talent-afdeling van het Conservatorium van Amsterdam samen met drie medestudenten een tour door Curaçao gemaakt, mede mogelijk gemaakt door het Prins Bernhard Cultuurfonds. Op uitnodiging van de Nederlandse Ambassade heeft ze in Kopenhagen opgetreden (voor een deel samen met violiste Nora van der Stelt). In samenwerking met de Stichting Princes Christina Concours is ze op tournee geweest in de Verenigde Staten en Canada, waarbij ze zowel solo speelde als ook samen met Felicia van den End optrad. Verder heeft ze concerten gegeven in Oostenrijk, Duitsland, Polen, Zwitserland, Italië, en Zweden.

### Kamermuziek
Naast solorecitals speelt Kerstens graag kamermuziek: ze heeft duo’s gevormd met violisten Marina Meerson, Nora van der Stelt, Tosca Opdam en Jeanine van Amsterdam, met  clarinetist Fleur Bouwer, met cellist Lidewij Faber, en met saxofoniste Jody Vianen, onder anderen.  Daarnaast speelt ze regelmatig in gelegenheidsensembles.